# Tibouchina moricandiana
Tibouchina moricandiana är en tvåhjärtbladig växtart som först beskrevs av Dc., och fick sitt nu gällande namn av Henri Ernest Baillon. Tibouchina moricandiana ingår i släktet Tibouchina och familjen Melastomataceae. Inga underarter finns listade i Catalogue of Life.